# Inmaculada (Zurbarán, Catedral de Sevilla)
Inmaculada, o Inmaculada Concepción es el tema de un cuadro de Francisco de Zurbarán, que ha permanecido in situ en una capilla de la Catedral de Sevilla. Está realizado ca.1650, y consta con el número 226 en el catálogo razonado y crítico, realizado por la historiadora del arte Odile Delenda, especializada en este artista.

## Introducción
El Retablo de la capilla de San Pedro es uno de los escasos conjuntos pictóricos de Zurbarán que ha llegado casi íntegro hasta nuestros días. Consta de diez lienzos, algunos con evidente participación del taller. Tanto la predela, como el primer y el segundo cuerpo constan de tres pinturas. El décimo lienzo —coronando el ático— representa a Dios Padre, y es una copia del original. Los otros nueve lienzos son los originales, representando escenas de la vida de San Pedro, excepto el dedicado a la Inmaculada Concepción, en la calle central del segundo cuerpo.
Anteriormente, la ejecución de estos lienzos se situaba en 1626, datación de la que dudaban Paul Guinard y Martín S. Soria, quienen proponían una fecha más tardía. María Luisa Caturla localizó unos documentos, probando que estas obras no se realizaron hasta 1650. De hecho, la imagen de María —estilizada, alargada y vestida de rosa— recuerda las Inmaculadas posteriores a 1645 y anuncia las de 1658. La pintura, todavía ubicada en el lugar para el que fue pintada, aparece en la capilla con una iluminación difusa, detrás de las rejas, casi como una escultura, como debió ser el caso del Crucificado de 1627.

## Descripción de la obra

#### Datos técnicos y registrales
- Catedral de Sevilla, capilla de San Pedro; 2o cuerpo, centro del retablo.
- Pintura al óleo sobre lienzo 323 x 190 cm;
- Fecha de realización: ca. 1650;[4]
- Catalogado por O. Delenda con el número 226 i por Tiziana Frati con el 128.[5]

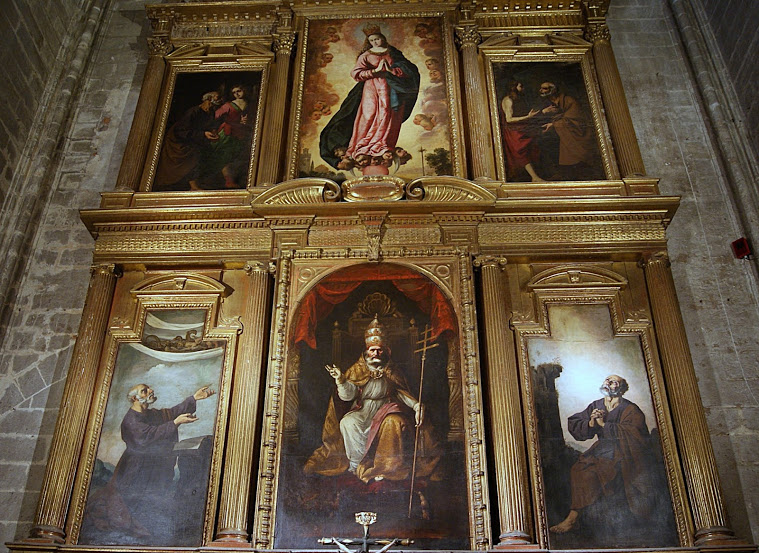
Vista parcial del Retablo de la Capilla de San Pedro.

### Análisis de la obra
Dentro de las Inmaculadas realizadas por Zurbarán, esta es la de mayor tamaño, y su iconografía es inusual. La Virgen reposa no solamente sobre la luna creciente, con la habitual peana de angelitos, sino también sobre un Sagrado Corazón, cuya punta se apoya en la parte central del paisaje subyacente. Ello posiblemente se explique por una petición especial de los comitentes, tal vez miembros de los "esclavos concepcionistas del sagrado corazón". Otra rareza iconográfica es la corona imperial —que recomendaba Francisco Pacheco— inclinada sobre la cabeza.
Apenas se adivinan los símbolos de las letanías lauretanas celestiales, mientras que se ven claramente los terrenales, en un paisaje que parece circundar el corazón, de color rosa como la túnica de María. Tanto la ligera curvatura de María hacia la izquierda, como el vuelo de su manto, aumentan el barroquismo de la figura. La claridad del cielo dorado, con cabecitas de ángeles, subraya el valor plástico del lienzo, que forma un fuerte contraste con las otras piezas del retablo, de estilo más tenebrista.